# 구위슈

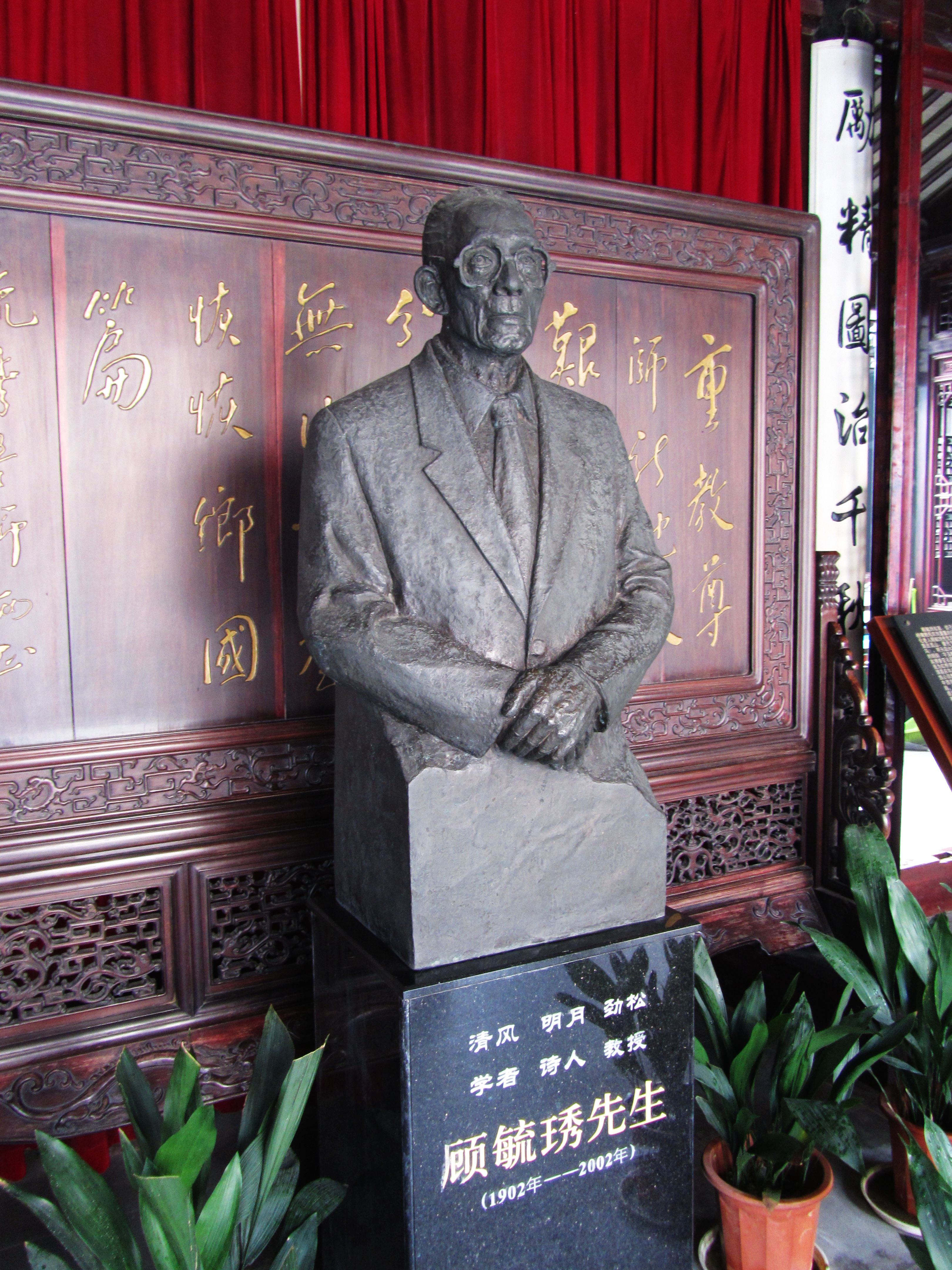

구위슈(고육수, 중국어 간체자: 顾毓琇, 정체자: 顧毓琇, 1902년 12월 24일 ~ 2002년 9월 9일)는 중화민국의 전 공학자, 과학자, 교육인이다.

## 약력
구위슈는 청나라의 장쑤성 우시(無錫)에서 1902년에 태어났다. 1915년 중화민국 베이징의 칭화 대학에 입학하였으며 1923년 미국에 건너가 1929년 미국의 매사추세츠 공과대학 전기공학과에서 박사학위를 취득한 후 중국에 돌아가 1929년 국립 저장 대학에서 전기공학과 교수, 학과장, 1932년에는 국립 칭화 대학 전기공학과 교수, 학과장, 1933년 국립 칭화 대학 공학원 원장에 취임하였고, 1937년 중화민국 국립 창사 임시대학(國立長沙臨時大學) 공학원 원장을 거쳐 1938년 중국 항일전쟁 교육위 주임 (무당파), 국민정부 교육부 정무차관, 1940년 국민정부 국립 음악학원 원장, 1944년 국민정부 국립 중앙 대학 총장, 1946년 국립 상하이 교통대학 전기공학과 교수를 역임하였고, 1947년부터 국민정부 국립 정치 대학 총장으로 재임 중에, 1949년 홍콩을 경유, 미국으로 이주하여 미국에서 한국전쟁을 경험하였다. 1950년부터 미국의 매사추세츠 공과대학교 교수를 지냈으며, 1952년~1971년 미국 펜실베이니아 대학교 전기공학과 교수를 역임하였다. 2002년 미국 필라델피아에서 사망하였다.

## 같이 보기
- 량쓰청
- 우원짜오
- 판광단
- 원이둬
- 안미생
- 첸돤성
- 진웨린
- 스자양
- 장쩌민
- 주룽지